# B型TV
『B型TV』（びーがたてれび）は2009年にソニー・ミュージックディストリビューションから発売されたDVDビデオ作品。B型TVプロジェクト製作。
監督は安藤隼人（P.I.C.S.）

## 概要
B型の性格の特徴的な部分をとらえ、おもしろおかしく表現した作品。

## ストーリー（あらすじ）
全10の番組形式で構成されている。

## キャスト
- 武重聖一
- 中原日菜
- 小明
- 喜屋武ちあき